# J'ai du bon tabac
J'ai du bon tabac est une chanson française populaire attribuée à l'abbé de l'Attaignant (1697-1779).

## Origine
Cette chanson est attribuée à l'abbé de l'Attaignant, bien qu'il ne l'ait pas signée.
Michel Corrette est l'auteur d'un concerto comique, La Servante au bon tabac (1733), dont le troisième mouvement a pour thème la mélodie de J'ai du bon tabac.

## Paroles

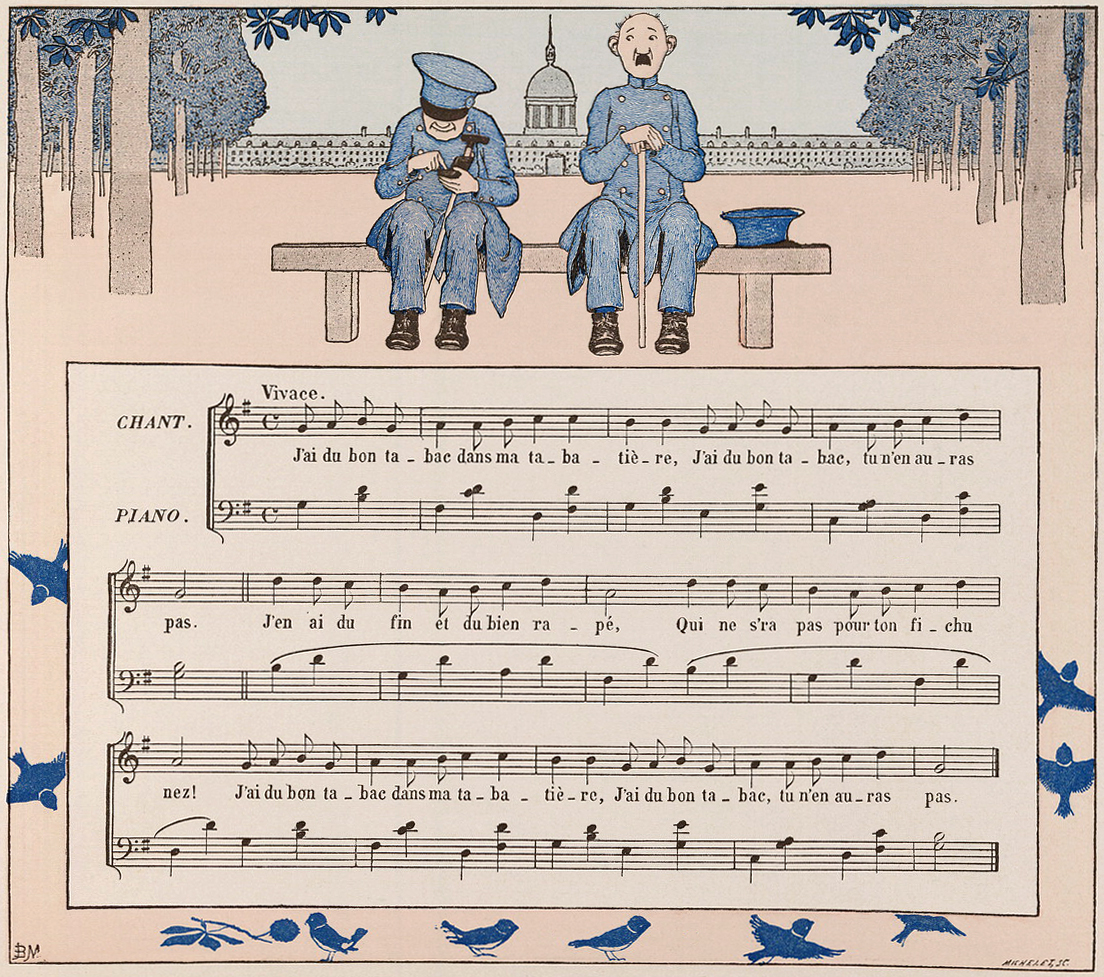
Illustration de la chanson J'ai du bon tabac par Louis-Maurice Boutet de Monvel, tirée d'un recueil pour enfants Vieilles Chansons pour les Petits Enfants : avec Accompagnements par Charles Marie Widor (1844-1937).

(couplet unique de la version courte)

J'ai du bon tabac dans ma tabatière,

J'ai du bon tabac, tu n'en auras pas.

J'en ai du fin et du bien râpé,

Mais ce n'est pas pour ton vilain nez !

(refrain strict :)

J'ai du bon tabac dans ma tabatière,

J'ai du bon tabac, tu n'en auras pas.

## Version satirique de Lattaignant
L'abbé Gabriel-Charles de Lattaignant a ajouté en 1760 huit couplets satiriques à la chanson d'origine.
Lattaignant est renommé pour avoir composé des opéras-comiques, des cantiques spirituels, des poésies profanes le plus souvent légères et frivoles, des épigrammes, des pamphlets politiques (comme Voltaire dont il est contemporain et admirateur), des lettres et des chansons, parfois très libres et estimées en son temps puisque Bachaumont l'appelle « le grand chansonnier ».
La dernière strophe raille :
Ce bon Monsieur de Clermont-Tonnerre
Qui fut mécontent d'être chansonné
Pour avoir écrit des vers peu élogieux à l'encontre de Clermont-Tonnerre, l'abbé manque de se faire corriger. Prévenu à temps, il évite la bastonnade et c'est un autre chanoine de Reims qui reçoit la correction à sa place ! C'est pour se venger du comte que l'abbé compose ce couplet qu'il termine par le refrain :
J'ai du bon tabac dans ma tabatière
J'ai du bon tabac, tu n'en auras pas
Il refuse ainsi à Clermont-Tonnerre la plus élémentaire des marques de courtoisie : une prise de sa tabatière (car le tabac est alors très en vogue).
Outre le réquisitoire contre l'intolérance et le cléricalisme, il peut s'agir de l'une des nombreuses chansons dont la simplicité enfantine des paroles dissimule un double sens paillard, tabatière et nez faisant dans ce cas référence aux organes génitaux d'une jeune fille souhaitant notamment garder sa virginité et d'un homme à qui elle se refuse.

## Paroles de la version satirique de Lattaignant
| (couplet 2 de la version longue) Ce refrain connu que chantait mon père, À ce seul couplet il était borné. Moi, je me suis déterminé À le grossir comme mon nez. (refrain strict :) J'ai du bon tabac dans ma tabatière, J'ai du bon tabac, tu n'en auras pas. (couplet 3 de la version longue) Un noble héritier de gentilhommière Recueille, tout seul, un fief blasonné. Il dit à son frère puîné Sois abbé, je suis ton aîné. (refrain strict :) J'ai du bon tabac dans ma tabatière, J'ai du bon tabac, tu n'en auras pas. (couplet 4 de la version longue) Un vieil usurier expert en affaire, Auquel par besoin l'on est amené, À l'emprunteur infortuné Dit, après l'avoir ruiné (refrain strict :) J'ai du bon tabac dans ma tabatière, J'ai du bon tabac, tu n'en auras pas. | (couplet 5 de la version longue) Juges, avocats, entr'ouvrant leur serre, Au pauvre plaideur, par eux rançonné, Après avoir pateliné, Disent, le procès terminé (refrain strict :) J'ai du bon tabac dans ma tabatière, J'ai du bon tabac, tu n'en auras pas. (couplet 6 de la version longue) D'un gros financier la coquette flaire Le beau bijou d'or de diamants orné. Ce grigou, d'un air renfrogné, Lui dit, malgré son joli nez (refrain strict :) J'ai du bon tabac dans ma tabatière, J'ai du bon tabac, tu n'en auras pas. (couplet 7 de la version longue) Neuperg, se croyant un foudre de guerre, Est, par Frédéric, assez mal mené. Le vainqueur qui l'a talonné Dit à ce Hongrois étonné (refrain strict :) J'ai du bon tabac dans ma tabatière, J'ai du bon tabac, tu n'en auras pas. | (couplet 8 de la version longue) Tel qui veut nier l'esprit de Voltaire, Est, pour le sentir, trop enchifrené. Cet esprit est trop raffiné Et lui passe devant le nez. (refrain strict :) J'ai du bon tabac dans ma tabatière, J'ai du bon tabac, tu n'en auras pas. (couplet 9 de la version longue) Par ce bon Monsieur de Clermont-Tonnerre, Qui fut mécontent d'être chansonné ; Menacé d'être bâtonné, On lui dit, le coup détourné (refrain strict :) J'ai du bon tabac dans ma tabatière, J'ai du bon tabac, tu n'en auras pas. (couplet 10 de la version longue) Voilà dix couplets, cela ne fait guère Pour un tel sujet bien assaisonné. Mais j'ai peur qu'un priseur mal né Ne chante en me riant au nez (refrain strict :) J'ai du bon tabac dans ma tabatière, J'ai du bon tabac, tu n'en auras pas. |

## Œuvres musicales où la mélodie est utilisée
- Michel Corrette, concerto comique, La Servante au bon tabac (1733), troisième mouvement.
- Alexandro Marie Antoin Fridzeri Concerto pour violon Op 5 no 1, troisième mouvement
- Alexandre Glazounov, Les Ruses d'Amour, ballet, op. 61 (1898), première scène.
- Bourvil a chanté J'ai du bon tabac en duo, entre autres chansons enfantines[6].